# Бобінські-Декалога (герб)
Бобінські-Декалога (Бобинські-Декалога, пол. Bobiński-Dekaloga) − шляхетський герб, різновид герба Леліва.

## Опис герба
Описи з використанням принципів блазонування, запропонованих Альфредом Знамеровським:
В синьому полі, над золотим півмісяцем золота шестикутна зірка, під якими прямий срібний хрест. Над щитом шолом в короні. Намет синій, підбитий золотом. 
Хшонський повідомляє про золотий латинський хрест в щиті, а в клейноді над шоломом в короні п'ять павиних пір'їн, обтяжених гербовою емблемою без хреста. Тадеуш Гайль повторює в клейноді всю емблему на павиних перах.

## Найбільш ранні згадки
Невідомо початок різновиду.
Бобинські виводять рід із села Бобино Велике в землі цехановській. Ян Бобинський підписав елекцію Яна II Казимира від землі ружанської. Ян Казимир Бобинський, бургграф бидгощський, був одружений з Зофією Ланецькою (1654).

## Гербовий рід
Герб цей був гербом власним, тому право на його використання має тільки один рід: Бобинські (Бобінські, пол. Bobiński).